# Zdeňkov
Zdeňkov település Csehországban, a Jihlavai járásban. Zdeňkov Jindřichovice, Bohuslavice, Rozseč, Nová Říše és Krasonice településekkel határos. Lakosainak száma 61 fő (2024. január 1.).

## Népesség
A település lakosságának változását az alábbi diagram mutatja:
| Lakosok száma | 233  | 209  | 221  | 141  | 98   | 78   | 52   | 53   | 54   | 61   |
|               | 1869 | 1890 | 1921 | 1950 | 1980 | 2001 | 2017 | 2019 | 2022 | 2024 |